# Нуклеарна ланчана реакција
Нуклеарна ланчана реакција је серија нуклеарних реакција када је, у просеку, више од једне нуклеарне реакције изазвано другом нуклеарном реакцијом, што доводи до експоненцијалног раста броја нуклеарних реакција.
Неконтролисана ланчана реакција са довољно великом количином фисионог материјала тј. горива (критична маса) може да доведе до експлозивног ослобађања енергије. Овај принцип је коришћен у нукларном оружју. Ланчана реакција такође може да буде контролисана и коришћена за производњу енергије (нуклеарни реактор).
Неке од фисионих једначина:
- {\displaystyle \mathrm {~^{235}U} +n\rightarrow \mathrm {~X} +Y+2.43n+180-{MeV}-}

- {\displaystyle \mathrm {~^{239}Pu} +n\rightarrow \mathrm {~X} +Y+2.95n+200-{MeV}-}

У енергије на крају једначина је укључена и енергија неутрина, око 10 MeV, коју до данас не знамо да искористимо.
Када дође до нуклеарне фисије тешког атома, он се обично распада на два или више фисионих фрагмената. Фисиони продукти су обично лакши атоми од оног, тешког атома, који се на почетку распада. Сума маса лакших елемената, који су продукти фисије, није иста као и маса тешког елемента до чије фисије долази. Разлика у маси потиче од одбијених неутрона и енергије везе. Неутрони могу да напусте реакцију са високом енергијом и да се онда сударе са другим тешким атомом, што доводи до феномена званим фисиона апсорпција. Овај феномен може да, у нуклеарној фисији, буде основа настанка ланчане реакције.